# ابن اللبان
ابن اللبان الشافعي الإِمَامُ العَلاَّمَةُ الكَبِيْر، إِمَامُ الفَرَضِيّين فِي الآفَاق، أَبُو الْحُسَيْن ابْنُ اللَّبَّانِ، الفَرَضِيُّ، الشَّافِعِيُّ، مُحَمَّد بن عبدالله بن الحسن البصري، المعروف بابن اللَّبَّانِ؛ انْتَهَت إِلَيْهِ الْإِمَامَة فِي هَذَا الْعلم، ذكره فِيهِ يبْدَأ ويعاد، وَهُوَ صَاحب اخْتِيَار فِيهِ، وَكَانَ إِمَامًا فِي عُلُوم أخر.
قَالَ الشَّيْخ أَبُو إِسْحَاق: كَانَ ابْن اللبان إِمَامًا فِي الْفِقْه والفرائض، صنف فِيهَا كتبا كَثِيرَة، لَيْسَ لأحد مثلهَا، وَعنهُ أَخذ النَّاس الْفَرَائِض. توفي ببغداد سنة (402هـ - 1011م) عن ثمانين سنة.

## نبذة عنه
قَالَ ابْنُ أَرسلاَن فِي "تَارِيْخِهِ": دَخَلَ ابْنُ اللَّبَّان خُوَارَزْم فِي دولة مَأْمُوْن بنِ مُحَمَّدِ بنِ عَلِيِّ بنِ مأْمُوْن خُوَارَزْم شَاه، فَأَكرمه، وَبَرَّهُ، وَبَالَغَ، وَبنَىلَهُ مَدْرَسَةً بِبَغْدَادَ يَنْزِلُ فِيْهَا فُقَهَاء خُوَارَزْم، فَكَانَ أَبُو الحُسَيْنِ يُدَرِّسُ بِهَا، وَكَانَ خُوَارَزْم شَاه يَبْعَثُ إِلَيْهِ كُلَّ سَنَةٍ بِمَال.
وسمع من أبا العباس محمد بن أحمد الأثرم، والحسن بن محمد بن عثمان الفسوي، ومحمد بن أحمد بن محمويه العسكري، وأبا بكر بنداسه. وقدم بغداد؛ وحدث بها، فذكر لي القاضي أبو الطيب الطبري: أنه سمع كتاب "السنن" عن ابن داسة عن أبي داود السجستاني. وَحَدَّثَنِي عنه أيضا أبو محمد الخلال، وعبد العزيز بْن علي الأزجي، وكان ثقة.
ومِمَّن أَخذ عَنهُ: أَبُو أَحْمد ابْن أبي مُسلم الفرضي، أستاذ أبي حَامِد الإسفرايني فِي الْفَرَائِض، وَأَبُو الْحسن ابْن سراقَة العامري الفرضي، وَأَبُو الْحُسَيْن أَحْمد بن أَحْمد بن مُحَمَّد بن يُوسُف الكازروني الَّذِي لم يكن فِي زَمَانه أفرض مِنْهُ وَلَا أَحسب، وَغَيرهم.

## ثناء العلماء عليه
قَالَ الْخَطِيب الْبَغْدَادِيّ: انْتهى إِلَيْهِ علم الْفَرَائِض وَقِسْمَة الْمَوَارِيث، وَلم يكن فِي وقته أعلم مِنْهُ بذلك، وصنف فِيهِ كتبا اشتهرت.
قَالَ الشَّيْخ أَبُو إِسْحَاق: كَانَ ابْن اللبان إِمَامًا فِي الْفِقْه والفرائض، صنف فِيهَا كتبا كَثِيرَة، لَيْسَ لأحد مثلهَا، وَعنهُ أَخذ النَّاس الْفَرَائِض.
قال ابن الصلاح: الإِمَام فِي الْفَرَائِض، انْتَهَت إِلَيْهِ الْإِمَامَة فِي هَذَا الْعلم، ذكره فِيهِ يبْدَأ ويعاد، وَهُوَ صَاحب اخْتِيَار فِيهِ، وَكَانَ إِمَامًا فِي عُلُومأخر.
قال تاج الدين السبكي: إِمَام عصره فِي الْفَرَائِض وَقِسْمَة التركات، وَله فِي ذَلِك التصانيف الْمَشْهُورَة.
وَرُوِيَ أَنه كَانَ يَقُول لَيْسَ فِي الدُّنْيَا فَرضِي إِلَّا من أَصْحَابِي أَو أَصْحَاب أَصْحَابِي أَو لَا يحسن شَيْئا.

## مؤلفاته
"الإيجاز في الفرائض" مخطوط في دار الكتب.

## وفاته
قال شمس الدين الذهبي: وَثَّقَهُ أَبُو بَكْرٍ الخَطِيْبُ، وَقَالَ: انْتَهَى إِلَيْهِ عِلْمُ الفَرَائِضِ، صَنَّف فِيْهَا كتباً، وَتُوُفِّيَ فِي رَبِيْعٍ الأَوَّلِ، سَنَةَ اثْنَتَيْنِ وَأَرْبَعمائَة. قُلْتُ: أَظنُّه مِنْ أَبْنَاءِ الثمانين.
قال ابن الصلاح: مَاتَ فِي شهر ربيع الأول سنة اثْنَتَيْنِ وَأَرْبع مئة، أَحْسبهُ بِبَغْدَاد.